# Wolyniërs
De Wolyniërs (ook: Wolhyniërs, Volyniërs, Volhyniërs, Oekraïens: Волиняни, Volynjany, Pools: Wołynianie) waren een Slavische stam in de landstreek Wolynië tijdens de vroege middeleeuwen.
Ze worden genoemd in de Nestorkroniek en leefden langs de Westelijke Boeg in de regio Wolynië, die delen van huidig Oost-Polen, West-Oekraïne en Zuid-Wit-Rusland omvatte. Zij zijn een van de groepen die aan de basis stonden van de moderne Oekraïense etniciteit. Volgens de informatie uit de kroniek wordt aangenomen dat de Wolyniërs afstamden van de Doeleben en Boezjanen.
Volgens de overleveringen opgetekend door Al-Masudi en Ibrahim ibn Yaqub waren in de oudheid de Walitabā en hun koning Majik, door sommigen gelezen als Walinānā en geïdentificeerd met de Wolyniërs, "de oorspronkelijke, volbloed Saqaliba, en de hoogst geëerde" die de rest van de Slavische stammen domineerden, maar als gevolg van "onderlinge strijd"  werd hun "oorspronkelijke organisatie vernietigd" en "de mensen verdeeld in facties, elk van hen geregeerd door hun eigen vorst", wat het bestaan van een Slavische federatie impliceert die uiteenviel na de inval van de Avaren in de 6e eeuw.
Hun belangrijkste steden waren Volyn en, later, Vladimir. Volgens archeologisch onderzoek maakten de Wolyniërs deel uit van de Loeka-Rajkycultuur en hadden een goed ontwikkelde landbouw en verschillende ambachten zoals smeden, bronsgieten en pottenbakkerij. 
In 981 onderwierp vorst Vladimir de Grote de Wolyniërs onder het Rijk van Kiev. Aan het einde van de 10e eeuw ontstond een zelfstandig vorstendom Wolynië. De vorst Roman Mstislavitsj veroverde in 1170 Wolynië en in 1198 het vorstendom Galicië, en creëerde daarmee het vorstendom Galicië-Wolynië.